# Filoboletus gracilis
Filoboletus gracilis är en svampart som först beskrevs av Klotzsch ex Berk., och fick sitt nu gällande namn av Rolf Singer 1945. Filoboletus gracilis ingår i släktet Filoboletus och familjen Mycenaceae.   Inga underarter finns listade i Catalogue of Life.